# 大學學生權利調查評鑑小組
大學學生權利調查評鑑小組，簡稱學權小組，成立於2010年6月高師戒嚴事件後，由國立成功大學、國立臺灣大學、國立高雄師範大學、長庚大學、國立高雄大學、國立中山大學、國立臺灣師範大學、國立臺北教育大學、國立清華大學等多所大學的學生組成的組織。成立目的是透過學生自主的評鑑方式，扭轉過去官方大學評鑑偏向於僵固指標以及校方觀點的問題，突顯出學權不彰的學校，使其不敢在鎂光燈的檢視下恣意妄為地對學生進行壓迫，並倡議「學生權利」成為公共議題。

## 背景

### 全國學生權利狀況
戒嚴時期的台灣，國家扮演著威權性的角色，以父權的姿態全面介入教育領域。 但自1980年代以降，隨著台灣政治逐步邁向民主、學運風起雲湧，學生們紛紛要求國家的手撤出校園。
當時，「大學自治」成為推動大學校園民主耳熟能詳的口號。1988 年五月，台大代聯會改組為學生會，並進行學生會長全校普選，成立了有代表性的學生自治組織。隨著組織發展，漸臻完善的學生自治組織逐漸以「學生政府」的型態運作。往後的學生自治組織多受台大學生會民主化發展的影響，透過各種努力將學生權利、獎懲、組織任免選舉和申訴管道等等機制進行法制化，使得越來越多的學生有機會進入學生自治組織內部參與校園議題。
儘管歷經多年改革，教育的專業自主力量仍未抬頭，主導大學方向的是行政官僚、教授、或是在私校中的董事會，「校園民主」難以落實。即使各校皆有學生自治組織，但投票率普遍低迷。隨著高教擴張，許多新興升格的大學延續中學時期保守而嚴格的全控管理，學生群體中缺乏學運的傳統，其學生自治組織的能動性和倡議能量和歷史較久的學校相去甚遠。而處於華人文化脈絡中的家父長性格助長了校園內部的階層文化，在許多場合均可以看見家長意見對於校方的影響，學校認為必須對家長，而非學生負責，校方也普遍認為學生僅有「有限的自主性和判斷力」。在校務政策的參與上，限縮學生及自治組織的參與空間，甚至行政官僚自認為類教師身分，自認合理實則謬誤的行事，造成這二十年來學權受到侵害的例子來多不勝數。教育的最高主管機關教育部，主要因為 「大學自治」原則不介入各大學校園，使學生儘管有法規上的部份保障，學生權利的防線仍形同虛設。於是，台灣學生坐落於各個城邦之中並且面臨著不平等的校園結構關係，使學生應得的權利在現實上受到侵害且無力捍衛。

### 學權相關跨校性組織的成立
學生權利的問題並不僅限於一所或某幾所學校，而是普遍可見的情況。因此，形成跨校性的學生組織成為解決校園學生人權議題的解方。以往跨校性的學生組織在學生自治組織與學生參與社運議題的串聯中都經常發生，然而明確將學權標誌為「權利」問題，並將之視為須共同努力的具體目標，是近年才出現的現象。

#### 學生自治發展的脈絡
在由學生自主的學生自治發展的脈絡中，經常出現跨校的學生聯盟：包括1990年野百合學運時期的「民主學生聯盟」（民學聯）、之後的「全國學生運動聯盟」（全學聯）等等。2010年代以後的組織則包括2010年中部成立的「中部地區大專院校互惠聯盟」（中惠盟）、南部成立的「南區大專校院學生組織聯合會」（南大聯），以及2012年北部成立的「臺灣北部大專院校學生會聯盟」（北學聯）。然而，由於台灣學生自治組織的發展與過往政治對校園的威權治理互相糾纏，許多學校的學生自治組織尚未完全脫離校方定義之「學生自組（康樂）組織」框架；加上學生會在校的日常運作耗費心力，投入學生自治者受到任期限制，一年任期結束後少有人持續投入學權議題。諸多限制下，這些由在任學生會串連組成的學生聯盟很少在爭取學權上發揮團結一致的力量。

#### 學運社團／異議性社團
相對於學生自治組織，期望長期投入改善社會結構性問題及學生組織經營之學運社團／異議性社團，亦經常由於各種不同的議題組成聯盟。在學權議題的經營與參與上，向來有「體制內／外」的討論，選擇在異議性社團的位置組織抗議行動，或者進入校園體制內的學生會。在異議性社團的位置上，學權議題與諸多社會問題相同，均為必須參與的議題之一，每個團體與個人對於眾多議題的參與動力不一，各校不同社團對於學權議題的實際涉入程度不大相同。儘管在意識上異議性社團的參與者較敢於直接面對問題，與體制衝撞，在面對重大學權問題時亦勇於挺身而出，然而對於議題相關論述的長期耕耘並不足夠，也是眼前可見的缺點。

#### 單一「學權議題」跨校學生組織
深入經營的單一「學權」議題的跨校性學生組織，實有存在的必要性。
一、 中學生學生權利促進會（簡稱學權會）
中學生學生權利促進會（簡稱學權會）是台灣第一個由學生自主發起、組織和實際以學生身分參與台灣教育改革的教育專業團體。學權會成立於 1999 年，並於 2003 年正式立案成為全國性法人團體。主要聚焦於中學學權議題的學權會，力圖改變台灣不民主、反人權的教育環境，同時鼓勵中學生自己站出來，決定自己的教育。過往著力的議題包含反髮禁、反體罰、反對強迫課後輔導、反對基測加考作文、要求教官全面退出校園等。學權會積極組織各校同學，並且透過招開記者會、撰寫論述、學權營與討論會等方式，進行自我培力。然而學權會的成員們隨著時間過去進入大學、出社會，由於傳承與運作不易，學權會的實際運作於 2008 年後大致停止。但在這些過程中培力出來的人並未因個人位置的改變放棄對學權理念的認同與追求，學權會當年提出的論述與成員為學權小組奠定了穩固的基石。
二、 烏鴉邦中學校園民主促進會
烏鴉邦中學校園民主促進會 （页面存档备份，存于）(簡稱烏鴉邦)肇始於當時中學生流行的「深藍論壇」，一群中學生在學習、討論的過程中，醞釀出「實體活動、學生的社會關懷與公共參與」的想法。從 2006 年的討論開始，到了2009 年，烏鴉邦重新確立了自身的核心宗旨，並且在這段過程組織了一群學生。烏鴉邦進行的活動包括要求中學校園民主化、自行組織營隊、討論重大教育議題等。在他們討論的過程中，看到學權的「暗角」──在許多非市中心、缺乏學運或社運傳統的學校，學生受到壓迫的感受直接來自於親身經驗，但是沒有人可以告訴他們該怎麼做──於是自行撰寫了「校園民主行動手冊」，希望在網路上看到訊息的學生可以找到行動的方向，學習自我培力。這些跨校學生組織的理念與人際網絡，對學權小組的成立與運作產生了幫助。
學權小組並不是憑空而生的組織，而是建立在眾多學生的反抗意識與自我培力上，在共同的具體受壓迫情境中，為學生權利努力。

### 成立緣起與過程

#### 導火線：高師戒嚴事件
學權小組的成立最直接的導火線是高師戒嚴事件。
高師大向來校風保守，時任校長為戴嘉南先生，時常流為校內匿名版及抱怨版揶揄調侃的對象。其中多年的宿舍門禁，晚間12點後無法進出宿舍，為當時高師學生主要的不滿來源。學生對於解門禁的主張，亦週期性地在師生座談會被提出，未曾獲得校方善意回應。
2010年3月4日，生輔組由於「一位家長打手機找不到自己的孩子」而責怪校方，故而無預警地張貼公告，要求門禁之外，另實施晚點名制度：「社務員及宿舍幹部每日夜間23：00至24：00時執行宿舍抽點工作，凡經查獲有三次未依規定登記者，通知家長及取消爾後住宿權益。」引起學生不滿。
為了抵制點名制度，第八屆「高師大學生代表大會」（今學生議會）發起「2010高師戒嚴」記者會及抗爭行動，當時就讀教育系的學代會主席董泓志，中學時期曾參與「中學生學生權利促進會」反髮禁運動，而能將連署、抗爭、開記者會等等從社運圈所攝取的知識技術，帶入高師大的學生自治場域。在眾人努力下，致使一場由學代會作為抗爭陣地的運動堅持一整學年。在「2010」高師戒嚴的抗爭過程中，時任學代會副主席的施佩吟及具體的聲援並協助高師戒嚴的高雄大學學生議長江昱欣，後來都加入學權小組的運作。
「2010」高師戒嚴於3月8日展開，當日上午學代會與各系同學一起於宿舍門開召開記者會，上演行動劇，各系學生亦並舉牌抗爭，為高師大創校以來第一場涉及校園民主的衝突性活動。在學生力量及輿論撻伐下，點名制度於抗爭後立刻廢除，然門禁依舊實施。蘋果日報指出：「這是創校四十四年來首次校園抗爭。」
「學生代表大會」為持續推動解門禁行動，持續發動連署並召開多次常會商議後續抗爭事宜，一方面推派不同科系的學生代表去應對來自校方的密集約談，避免學生代表被收編或分化，並將所有約談紀錄公開於人民公社BBS讓學生監督。學代會除要求解除門禁之，更深入彙整高失學生的不滿，將多項校園議題夠框成「三大精神九大訴求」，進一步敲定於2010年3月25日在高師大燕巢校區發動「高師崛起大遊行」，動員200多位師生，要求校方回應各項訴求。然校方以「遊行申請未獲學務會議通過」為由，拒絕出面。並於6月18日學期末的「校務會議」在學生獎懲辦法中新訂「集會遊行法」，要求凡是高師大的師生，日後參與校外連署集會遊行等活動，都必須校長簽准。
校務會議後，學生代表在學代會版上的報告資料意外被報導。2010年6月22日，自由時報以頭版報導「高師大搞戒嚴？集會遊行未報准記大過」。隔日，輿論 一片倒的譴責高師大校長的言行，師大公領系教授以〈戒嚴幽靈在校園〉一文投書，批評高師大：「逆向而行」、「不知今夕是何夕！」。
然高師校方依舊沒有任何回應。這段期間學代會獲得來自北中南各地學運社團和社會團體的聲援，包括高雄大學蚵仔寮集思社、中山大學打狗柴山聯盟學生權益促進會、成功大學零貳社、臺北教育大學學生會、台灣師範大學學生會、台灣大學學生會、台灣師大人文學社、台灣人權促進會、全國教師會、人本教育基金會、台灣勞工陣線等。來自各大專院校的學生在這段期間成立了交流平台，分享各大學不同的學生權利問題，最後相約在7月5日於高師大校門口舉辦「教育解嚴」聯合記者會 ，訴求摘要如下
一、…（集遊法）此條文因違法無效…。
二、教育部應發函明文規定，大學自治不得侵犯學生人權。各大專院校…如限制或變更學生權益，需經與學生集體協商，否則無效。
三、…要求修訂大學法第三十二條條文……設立學生人權保障委員會，依據法律對基本人權保障之規範，對該內容進行適當性與合法性監督。」及第三項「學生得針對不當之學則及獎懲規定，向該委員會提出申訴，請求審查該規範之適當性與合法性。」
四、教育部應自行建構或採納學生相關訴求為「學生權利評鑑指標」 ，作為對於各大專院校的經費補助條件。
來自各地的學生團體及社會團體所共同召開的「教育解嚴」聯合記者會，在聯繫及籌備過程中，使各校的學生行動者有了更緊密的聯繫與對話，彼此交換校園壓迫的經驗，為日後深化學權的討論及行動提供了情感及認知上的基礎，並且在訴求中初次提及「學生權利評鑑指標」，是為日後開展學權評鑑行動的思想來源。

#### 團體組成與定位
最初主要成立組織的成員包含有學權會成員，台大海島新聞成員、長庚地下社團庚云成員、台大學生會幹部、師大人文學社幹部等等15餘人。隨著組織的行動持續進行，陸續加入許多成員，最多達20餘人。

## 理念訴求

### 對於學權壓迫的解釋
一、戒嚴傳統及家父長思維的歷史脈絡—校園內未竟的轉型正義
臺灣教育改革以前，學生在校園是個「客體化」的對象，不被視為行為的主體。校園中的管理規範，往往凌駕於「比例原則」和「法律保留原則」的限制，在缺乏任何學理論證和實徵數據的的條件下，直接對學生的身體進行規訓和管制。「為學生好」、「安全起見」、「家長請託」為管理方的慣用說詞。學權小組視此為行政管理本位的思考模式，欲降低學校行政責任，避免可能因社會偏見所產生的責難。
學權小組認為，即使在教改過後，《教育基本法》第二條明訂教育之目的乃培養「民主素養」、「法治觀念」，並促進「對基本人權之尊重」，或者法理上的「特別權力關係」屢受各界挑戰，然而這僅是「法規上的變遷」；各種家父長式的心態和作風依然可見。學權小組的歷年評鑑中，門禁、斷網等等數據均可以作為佐證。而這些規定，均被學權小組認為「墨守成規」、「侵害人權」，延續了戒嚴時期的作風及家父長式的思維模式，又在「大學自治」的保護傘下，成功的迴避社會輿論的反省和檢視、阻絕新思想的薰染，長年被一代代的師生再製下去。
六八四號解釋文公布後，其開啟大學所為非屬退學或類此之處分，主張權利受侵害之學生得以提起行政爭訟，被視為是大學中「特別權利關係」的破除。然而法律上的保障在沒有社會條件的支持下，對目前校園內的現況難有大幅度的轉變。學權小組認為，大法官釋字 684號解釋文的宣告，無法直接促成學生權利自威權傳統中掙脫，而必須依賴學生力量的集結，以具體的行動和訴求才能促使教育部以及社會大眾檢驗盤據校園超過半世紀之久的威權壓迫。

二、新自由主義興起的社會脈絡—大學精神的淪喪與教育剝削
除了家父長制度的戒嚴餘緒，學權小組成員也進一步反思，90年代後，隨著高等教育擴張和普及化，大學間的惡性競爭、產學合作、學術生產線、自籌財源等「新自由主義」趨勢也在台灣蔓延。這股趨勢不僅改變了高等教育的體質，使大學背離了「大學之理念」以及古典人文主義對於學院教育的理想情懷，另一方面也開始對學生構成一系列新的壓迫形式。 
比如，當國家減少對大學的補助，大學乃設法尋求各種「生財之道」，包含學雜費、停車費、校車費的調漲以平衡大學收支。為節省人事成本，派遣勞動在許多大學中蔚為流行；大學以「服務學習」之名，強迫學生在校內進行清掃、打雜的職務也為普遍現象。這種無償勞動不但扭曲服務學習的本意，對學生而言更是一種勞動力的剝削。新自由主義與戒嚴傳統兩種壓迫根源交錯並進的影響，合理化了校園各種違法、侵權與教育剝削的現象，使學權的問題以各種不同的形式不斷重演。

三、校園民主的核心與邊陲－技職院校的學權狀況
學權小組在2011年開始，連續兩年皆對技職院校進行學權評鑑，揭露出「科大學生受規訓程度遠比一般大學來得高」的現象，也更容易剝奪參與校園民主的機會，以及在技職體系裡，學校及企業習於藉用「實習」之名，讓學生淪為被剝削的廉價勞工
調查發現，對比於全國大學的平均情況，科大學生的基本人權及學習環境顯然是更受箝制、更保守而封閉的，更容易被視為應該被控管、被規訓的潛在犯錯者，自主學習的機會更少，更嚴格、管訓更細緻的生活公約遍布在日常生活中，比如說，九成以上的學校有宿舍門禁制度，七成的學校有宿舍點名制度，某些學校住宿生活公約還包括垃圾桶以及棉被應該擺放的位置，若是違規、便會記點懲罰。這些實際的學生生活，和大學法所保障的培育人才、學術自由相去甚遠。鼓勵批判性思考和多元意見的情況只存在於非常少數的知名大學，技職院校的校長卻會以「培養業界所需人才」來合理化違憲、侵害學生基本人權的校規，同時也以此正當化對實習生的勞動剝削，完全剝奪這些學生自主學習、享有校園民主的機會。
前身為專科或五專的技職院校，在升格為大學後，並沒有鬆動他們對於學術自由及學生自治的想像，他們仍認為學生「需要嚴加控管，否則就會作亂」，並宣稱「保護學生安全」、「嚴格校規可以訓練出企業需要的人才」，合理化違憲校規對學生基本人權的限制，再次剝奪了學生在校園的民主生活中，接受自主學習、自我管理的機會。
此外，技職體系的校園文化中，學校常以「教育」、「學習」之名，榨取實習生們的勞動力，協助企業規避相關勞動保障（如基本工資、法定勞健保、加班費、資遣費、僱傭應適用不定期契約的保障）的成本，並為企業爭取一批新鮮又便宜（甚至免費）的勞力，好可以彈性調整人力和工作內容，積累更多利潤，而大學生為求取機會和文憑，不得不向惡劣的環境妥協，在無薪實習和學業、生活壓力和學貸下，被壓得喘不過氣來。
學權小組分析了調查成果後，主張「實習生是在接受教育」不應該作為剝削學生的藉口，學生投入的勞動成果，應該被肯認，給予相應的報酬及相關的勞動保障（如基本工資、法定勞健保、加班費、資遣費、僱傭應適用不定期契約的保障），校方不應在學生和勞工之間留下模糊的空間，致使實習過程中遇糾紛時申訴無門時，企業和學校才開始互推責任。

### 三種學生權利的概念及意涵
如果以學生在校園中實踐學生權利的方式來論，學權小組的林柏儀將之分成三個概念來討論：學生訴訟權利、學生實體權利和學生力量。學生訴訟權利最為消極，主要是談被侵害之後的救濟；學生實體權利是透過積極的法令來保障學生可以享有哪些權利，一個具體的保障可能展現在「學生權利保障條款」上面。學生力量則是最具充權意涵的，也是最基礎的，具有學生力量才有可能充分使用另外兩個權利實踐的途徑。
表一、三種學生權利的概念及內涵
| 概念         | 意涵                                         | 範例 |
| ------------ | -------------------------------------------- | --- |
| 學生訴訟權利 | 學生得對違法或不當的學校處分提起訴願和訴訟   | 大法官684號解釋允許大學生得對使其權利受侵犯的學校處分提起訴願、行政訴訟；382號解釋允許各級學生得爭訟其退學處分。             |
| 學生實體權利 | 學生的各種權利受到行政或立法機關保障         | 現行大學法保障校務會議學生代表不得少於十分之一。倡議教育部應於各級教育法規訂定「學生權利保障條款」。                         |
| 學生力量     | 學生有現實上的意願和能力對抗教育與社會的壓迫 | 透過一次次動員與教育過程，提升學生意識覺醒的程度，以及採取集體行動的能量。且意識上和對抗資本主義與父權文化等社會運動相連結。 |

## 倡議行動

### 評鑑
為了達成以上訴求，學權小組以跨校性學生組織，運用媒體力量，作為倡議學權的高位平台。學權評鑑為學權小組成立時主要的嘗試。2010年7月10日，林柏儀、董泓志、陳長風、陳禹勛、張復舜在「臺北人性空間」進行首次關於調查評鑑的計畫討論。接著於7月12日起發出參與調查評鑑的email邀請信，聯繫了多位北部學生加入。7月26日南北學生於臺北 「HOURS」進行第一次的面對面討論，會中確認了調查評鑑指標項目的修正其確認、指標論述撰寫之分配，正式開始了學權評鑑的執行工作。 

#### 評鑑方法
歷年學權評鑑的調查方式大同小異，2010年年初第一次的學權評鑑的方式較不完備，以下用2012年改良後的評鑑方式作為舉例：
資料取得方式分為四大類。
第一種方式為「電訪調查」，以電話訪問各校學生自治會幹部及學生，取得該校相關資訊。
第二種方式為「發送校方問卷」，將本次調查問卷計送至各校，委請各校行政單位填答，以彌補部分學生自治幹部對於該校制度不熟悉的部分。
第三種方式為「網路填答」，在網路上設置問卷，由各校學生自行上網填答，作為各校現況的參考。
第四種方式為「網路搜尋」，由工作人員自行上網，自教育部與各校官方網站搜尋各校的法令規章，確認各校的「校規」和「資訊公開」狀況。
此四種方式之資料蒐集完畢後，再由工作人員比對各項資料，判讀出最符合各校現況之數據，作為本次調查的依據。

#### 48項學權指標
在學生權利的指標部份，將2012年學權評鑑所使用的48項指標羅列如下：
一、學生自治
```
1. 有無經由學生直接選舉產生的學生會？
2. 學生會可否要求校方「代收會費」？
3. 學生或社團如要出版刊物，是否須經校方審查許可？
4. 學生成立新社團，是否須經校方審查許可？
5. 學生宿舍幹部是否由全體住宿生選舉產生？
6. 學務會議是否有學生代表？
7. 教務會議是否有學生代表？
8. 行政會議是否有學生代表？
9. 學生社團是否一定要有指導老師？ 申請活動和借場地是否需要指導老師蓋章同意？
10. 學生會是否一定要有指導老師？ 申請活動和借場地是否需要指導老師蓋章同意？
11. 參選學生會長，有無學籍以外的資格限制 如學業成績、操行成績、處份？
```

二、宿舍規範
```
12. 校內宿舍是否有「門禁」規定？
13. 校內宿舍是否有「點名」規定？
14. 校內宿舍是否有「斷網」規定？
15. 學生宿舍是否有明文規定「宿舍管理人員經住宿者同意，才能進入寢室」？
16. 學生宿舍是否提供足夠床位？（學生數比宿舍床位數）
17. 學校宿舍是否有強制住宿？
```

三、學生權益
```
18. 校規中是否有限制「集會遊行活動」相關的處罰條款？
19. 校規中是否有「鼓動學潮」的處罰條款？
20. 校規中是否有「服裝儀容不整」的處罰條款？
21. 有無「二一退學」的相關規定？
22. 有無「必修」之軍訓課？
23. 獎懲辦法中有概括條款者？
24. 學生是否有停修或退選機會？
25. 是否提供學生遭遇租屋、打工等糾紛的法律諮詢服務？
```

四、勞動權益
```
26. 學校是否會為校內工讀生保「勞健保」？
27. 是否有規定獎助學金要透過校內勞動才能領取？
```

五、教育私有化
```
28. 學校目前有無被BOT 而價格較昂貴的學生宿舍？
29. 學生停放汽機車、腳踏車是否要收費 管理費或停車費 ？
30. 該校15 年來之學雜費漲幅？
```

六、性別平等與多元族群
```
31. 男女生宿舍是否有差別規範 例如男宿沒有門禁、但女宿有、訪客限制、背心要求、會客時間 ？
32. 有無開設性別相關之課程？
33. 性平會網頁是否列出申訴管道資訊？
34. 性平會網頁是否列出性別研究相關師資？
35. 十年內教師性別比增幅
36. 學校是否有促進多元族群文化的單位？如原住民學生服務組、原住民資源中心。
```

七、資訊公開
```
37. 學校是否有將學務會議之「開會通知」 包含議程 以及「會議記錄」上網公開？
37-1. 「開會通知」公開對象為何？
37-2. 「會議記錄」公開對象為何？
38. 學校是否有將教務會議之「開會通知」 包含議程 以及「會議記錄」上網公開？
38-1. 「開會通知」公開對象為何？
38-2. 「會議記錄」公開對象為何？
39. 學校是否有將行政會議之「開會通知」 包含議程 以及「會議記錄」上網公開？
39-1. 「開會通知」公開對象為何？
39-2. 「會議記錄」公開對象為何？
40. 學校是否有將校務會議之「開會通知」 包含議程 以及「會議記錄」上網公開？
40-1.「開會通知」公開對象為何？
40-2.「會議記錄」公開對象為何？
41. 學校是否有將「學則」上網公開？
41-1.「學則」公開對象為何？
42. 學校是否有將「學生獎懲辦法」上網公開？
42-1.「學生獎懲辦法」公開對象為何？
43. 學校是否有將「學生申訴辦法」上網公開？
43-1. 「學生申訴辦法」公開對象為何？
44. 學校或學生會是否有將「學生自治組織章程」上網公開？
44-1. 「學生自治組織章程」公開對象為何？
```

八、實習權益
```
45. 學校層級的「校外實習委員會」章程中，有無納入學生代表？
46. 該校的「校外實習實施辦法」中，有無規範各科系辦理實習時，應要求合作廠商給予實習勞工「基本工資」以上之報酬？
47. 該校的「校外實習實施辦法」中，有無規範各科系辦理實習時，應要求合作廠商為實習勞工投保「勞健保」？
48. 實習期間達一個學期以上的科系，學生實習期間該學期是否仍要繳交如同上課期間的學雜費？
```

### 媒體
學權小組在2010年的 8 月 25 日舉行「學權調查公布記者會」，發表《2010 大學學生權利調查評鑑指標報告書》，結果顯示全台灣 65 所普通大學中有 7 成學校不及格。下午並於臺北NGO會館舉辦「學權論壇」，邀請學者、運動者及學生幹部分享及討論「各校學生權利行動經驗」及「面對社會壓迫」的學生權利想像。翌日，小組針對評鑑結果赴教育部陳情，教育部卻以「沒有正式申請」、「沒有公文往返」為由，拒絕接學生們的要求，僅派出訓育委員會科長傅木龍接見學生。
因為量化數據對媒體話題的親近性，使得學權記者會以及學權小組赴教育部陳情的過程受到了眾多媒體的關注，包括四大報和電子媒體都有大篇幅的報導。而 2010 年學權評鑑排名第一的國立中正大學和第二名的南華大學在評鑑結果發表後，也在該校網頁轉貼剪報或是發表賀文。這顯示了各校競爭排名的背景下，對於各類評鑑不健康的重視。總之，評鑑結果的發表讓學權議題在媒體上受到重視，學權小組的倡議策略收到初步成效。事實上， 進行調查之始並未預見學權評鑑的成功，更未料想這樣的行動開啟了一條不同於以往的道路。
因此，學權小組於2010年、2011年和2012年各辦過一次學權評鑑，配合組織發展與社會情勢的調整，在調查學校的設定和指標上不盡相同。三次的調查中，以 2011 年評鑑的學校範圍最廣，包含全台科技大學和一般大學共 149 所大學。2012 年則因為人力問題和學權小組在關心議題（實習）上的深入，將範圍限縮在 77 所科技大學。比較表格整理如下：
表二、歷年學權評鑑比較表
| 各屆學權評鑑   | 籌備時間       | 記者會日期   | 評鑑對象                   | 指標數目 |
| -------------- | -------------- | ------------ | -------------------------- | -------- |
| 2010年學權評鑑 | 2010.7~2010.8  | 2010.8.25~26 | 全國65所普通大學           | 21       |
| 2011年學權評鑑 | 2011.5~2011.8  | 2011.8.2~3   | 全國149所大學（普大+科大） | 27       |
| 2012年學權評鑑 | 2012.5~2012.12 | 2012.12.15   | 全國77所技職院校           | 48       |

除了評鑑以外，學權小組也受邀上節目倡議學權議題，受邀請的媒體包括新頭殼、「世界電視台：2100從心看世界」等等。

### 學權評鑑各校名次

#### 2010年
前五名
1 國立中正大學
2 南華大學
3 國立暨南國際大學
4 國立東華大學
5 高雄醫學大學
末五名
61 國立臺南大學
62 亞洲大學
63 華梵大學
64 義守大學
65 大同大學

#### 2011年
前五名
1 國立交通大學
2 高雄醫學大學
3 國立臺灣科技大學
4 國立東華大學
5 國立政治大學
末五名
145 亞太創意技術學院
146 南開科技大學
147 萬能科技大學
148 興國管理學院
149 國立高雄餐旅大學

#### 2012年
前五名
1  國立雲林科技大學
2  育達商業科技大學
3  僑光科技大學
4  醒吾技術學院
5  國立臺北商業技術學院
末五名
73 國立高雄餐旅大學
74 萬能科技大學
75 文藻外語學院
76 修平科技大學
77 國立臺中科技大學

## 個案協助：萬能科大的邱智彥
萬能科技大學學生邱智彥想成立關心公共議題的社團，被校方以「社團成員需要有八個系」、「必須要改個 『好聽』 的名字等行政手段延遲半年。於是他從2010年11月29日開始在萬能科技大學校門口獨自靜坐，而萬能科技大學校方以諸多名目，將之記兩支大過和兩支小過以致退學。
在媒體報導之後，學權小組與邱智彥聯絡，至靜坐現場瞭解整起事件的過程，並提供想法和可能的幫助。2011年的1月17日恰好公佈大法官解釋釋字684號，讓權利受到侵害的學生得以提起行政訴訟，爭取自身權利。這個解釋象徵著「校園特別權力關係的破除」，為邱智彥帶來向教育部訴願的契機以及向媒體披露的契機。學權小組與邱智彥聯絡時正逢第一屆學權營籌備期間，這個具體的實例也帶進營隊討論，並在營隊結束後一同發起行動與校方抗爭。

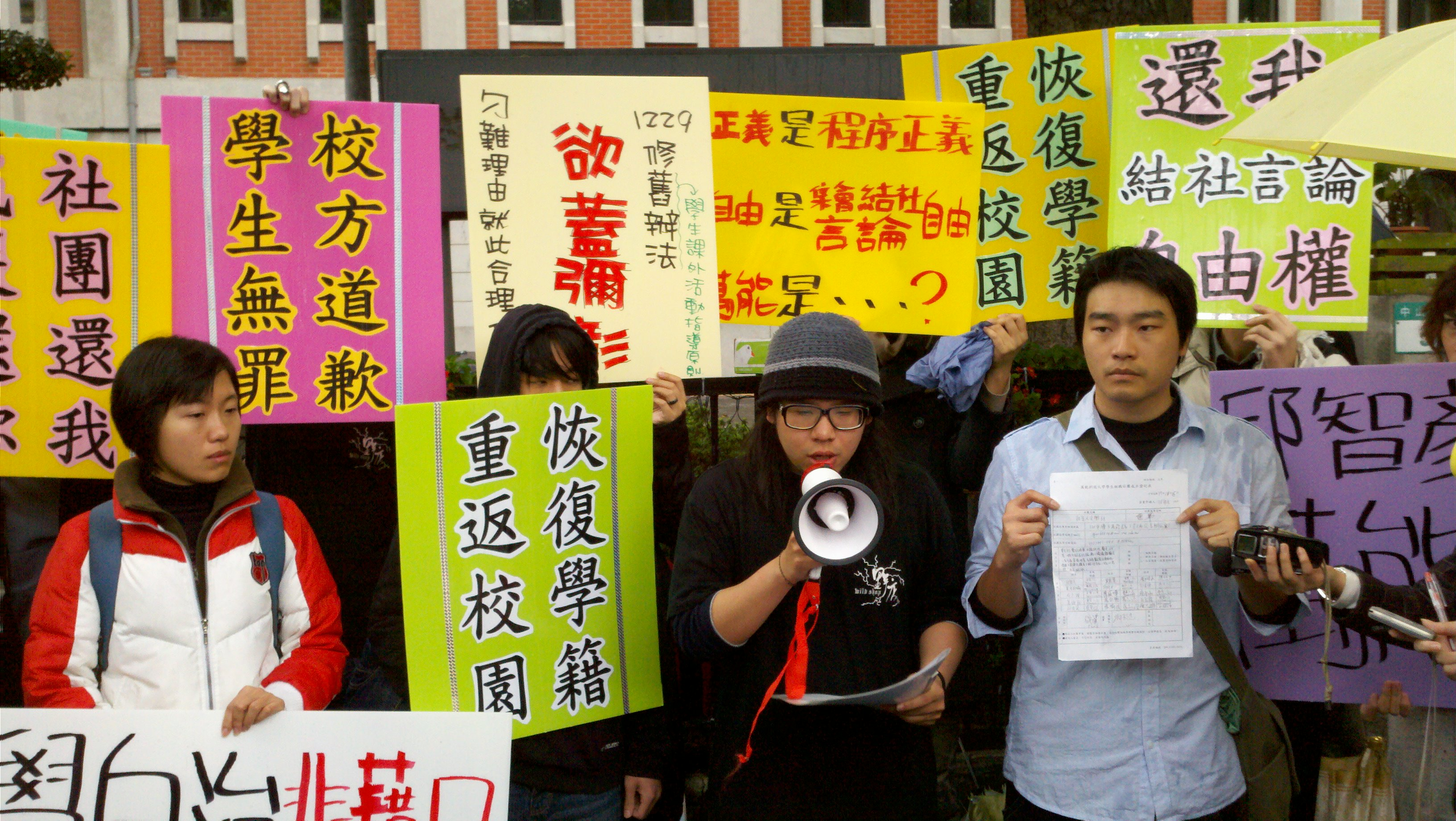
2月16日，邱智彥，萬能大學學生，在台灣教育部前發表他的訴求

在經過許多討論之後，智彥堅持要持續數十日的靜坐，但也願意交由學權小組來幫忙組織抗爭行動，並向教育部訴願。學權小組蒐集資源、拍攝《無聲‧火》紀錄片、製作「我們都是邱智彥 （页面存档备份，存于）」網頁，並在2月15日於萬能科技大學門口舉行「戒嚴還你，社團還我！我挺邱智彥」聲援行動，當天來了六、七十位各校學生和友好的教授，形成龐大的陣勢。翌日，智彥、學權小組與人本教育基金會共同舉辦「邱智彥訴願記者會」，於教育部門口遞交訴願書，並舉辦「684號解釋不是解嚴令！校園仍是法外租界」學權論壇。
這一連串的行動過程受到了媒體的關注，而後在歷經三個多月的訴願程序之後，教育部作出訴願決定，撤銷校方原退學處分及申訴評議決定，要求另作適法處理，判決邱智彥勝訴。

## 學權培力

### 學權講座／沙龍
基於學權的保障是建立於深厚的學生力量，而不只能只靠評鑑曝光和由上而下的改變，講座是學權小組培力學生的主要方式之一。曾經受邀前往台灣大學、淡江大學、長庚大學、銘傳大學等學校演講。另外舉辦數次學權沙龍。

## 解散：困境
學權小組發展至今，面臨著許多困境，包括了：
1.  困境一：人力不足，組織高齡化
經過三年的發展，學權小組中許多夥伴早已大學畢業，進入研究所或就業，然而並未組織到如前幾年般充足的人，較大型的活動或評鑑工作可能因此無力進行。遠離大學生活的夥伴儘管仍然對學權議題抱持熱誠，但是無法有充足的時間進行討論，也缺乏足夠的刺激和人脈網絡進行組織經營。此外，組織內部諸多的路線及情感論爭也使許多成員退出、另謀發展。
2.  困境二：量性評鑑的侷限與質性評鑑的可能
三年的評鑑做下來，成員們明顯的感受到運用量化技術進行的評鑑擁有很大的侷限。除了已被公布的資訊外，幾乎無法獲知該校的真實情況，也無法與該校同學進行有機的連結。為了改善這個問題，學權小成員們從 2011 年開始嘗試進行主題式的質化訪談，希望藉由呈現一個個真實的生命故事，逐漸將台灣的學生權利真實樣貌描繪出來。這部分的努力仍在嘗試中。
3.  困境三：關於學生權利專章的制定
學權小組發起時曾經討論過「學生權利保障專章」，因為缺乏源頭的保障或法律的具體規範，學生的弱勢立場十分難以約束校方。然而這樣的訴求，有可能造成「國家再度把手伸進大學」的風險。而權利專章的制定更需要諸多討論，並且需要透過培力過程，提升學生意識覺醒的程度，以及採取集體行動的能量。否則專章就算具相對進步性，學校若不遵守，學生權利的現實仍然不會扭轉。
4. 困境四：不是學權小組的困境，而是全國學生的困境──學生權利意識因為學生族群的“暫居性”和“流動性”不易被保存和傳承。未來的台灣學生仍然會需要一套具體可行的「培力」和「傳承」的策略。
因為諸多困境，學權小組在2012年年尾即漸漸失去動能，2013年和2014年都未做學權評鑑，並即將在2015年3月正式宣告解散。

## 大事記

### 成立前期
2010年 6月18日
高師大於校務會議增定訂「集遊法」，校長指出，教授、學生、學生會，如未報准，皆不得以高師大學生或教師身份參與集會遊行和連署活動。
2010年 6月18日
高師大校務會議學生代早於人民公舍 BBS站張貼《學校訂集遊法箝制師生自由》一文，向同學報告會議經過。經熱心學生轉知記者，獲得媒體關注。
2010年 6月22日
自由時報以頭版報導《高師大搞戒嚴？集會遊行未報准記大過」，獲得中山、成大、台大、政大、台師大等學校之學生會、異議性社團及社會團體的關注。並表示願意針對集遊法事件進行串連行動。而校內亦有老師挺身反對學校決議。
https://web.archive.org/web/20100624223409/http://www.libertytimes.com.tw/2010/new/jun/22/today-t1.htm
2010年 6月23日
成立「高師戒嚴」GOOGLE群組，進行跨校串聯討論。
2010年 6月27日
南部學生第一次串聯。包含高雄大學、成功大學、中山大學、高師學代、高師性別所、高師地理所、高師台文所等學生共同參與。地點於高雄福勝亭站前店。
2010年 6月30日
林柏儀透過「高師戒嚴」群組建議：可以展開「台灣全國普通大學學生權利調查」，針對「學費漲幅」、「選課」、「宿舍」、「學生會」、「工讀時薪」、「校務會議學生代表比例」等面向進行調查。並於七月底高中畢業生選填志願之前公布。是為調查評鑑構想之濫觴。
2010年 7月5日
高師學生針對校園集遊法事件舉辦舉行「高師解嚴」記者會，地點於高師大校門口。唯受限於人力和資源，調查未能順利推行，但學生們向媒體表示將於暑假聯合各校學生共同展開「學權運動」。
2010年 7月10日
林柏儀、董泓志、陳長風、陳禹勛、張復舜五人在「臺北人性空間」進行首次關於調查評鑑的計畫討論。
2010年 7月12日
第一封參與調查評鑑的email邀請信發出。聯繫了多位北部學生加入。

### 正式成立
2010年 7月16日
各校願意參與的學生開始認領65所大學進行調查，是時成員間的的關係仍是網友，未曾見面。
2010年 7月24日
發佈「向不顧學生權利和社會責任的大學說不！」新聞稿，並提供28項學權指標，呼籲考生在選填選校院時，向學校詢問學權問題。
http://studentrights-team.blogspot.com/2010/07/blog-post_23.html （页面存档备份，存于）
2010年 7月26日
南北學生於臺北 「HOURS」進行第一次的面對面討論。會中確認了調查評鑑指標項目的修正其確認、指標論述撰寫之分配。
2010年 7月28日
「大學學生權利調查評鑑小組」網站上線
http://studentrights-team.blogspot.com/ （页面存档备份，存于）
2010年 8月23日
發佈「大學住宿還要被點名？」新聞稿，初步調查評鑑結果顯示，四成大學住宿要點名、六成有門禁，以及有超過半數的大學，是「只針對女性有門禁措施」。此稿經各大平面媒體刊登後，銘傳、輔仁、中原、靜宜等大學向媒體推託為「家長」與「安全」考量。教育部性平委員會委員吳志光則表示：「根據性平教育法的規定，教學設備不能有性別差別待遇…但若學校仍只對女生宿舍晚點名，也沒相關罰則可罰。」
2010年 8月25日
舉行「學權調查公布記者會」，發表《2010大學學生權利調查評鑑指標報告書》此調查評鑑共分27項指標，針對「學生自治、宿舍規範、學生權益、勞動權益、教育私有化、性別平等、校規」等七大面向展開調查。結果顯示，全台灣65所大7成學校不及格。
2010年 8月25日
於當日下午於臺北 NGO會館舉辦「學權論壇」，邀請學者、運動者及學生幹部分享及討論「各校學生權利行動經驗」及「面對社會壓迫」的學生權利想像」。
2010年 8月26日
針對評鑑結果赴教育部陳情。教育部以「沒有正式申請」、「沒有公文往返」為由，拒絕接受學生們的要求，僅派出訓育委員會科長傅木龍接見學生。並遲至9月17日，才以「台訓（一）字第0990153909A號」函回應學權小組之書面陳情訴求。
2010年 8月26日小組成員於蘋果日報發表《高等教育 危機重重》一文，指出台灣教育在「戒嚴傳統家父長思維」與「新自由主義」兩種脈絡交錯影響和增強的情況下，使學權問題更加嚴重複雜。
2010年 8月30日
小組成員於自由時報發表《「尊重大學自治」不是違憲遮羞布--大學生死當教育部！》一文，批評原應傾聽學生意見，積極釐清責任並予以追究的教育部，竟就此成了學生人權的終結者。
2010年 8月30日
成員於自由時報發表《別再逃了》，呼籲教育部勿將學權問題個人化及將一切問題交由市場的逃避心態。
2010年 8月30日
成員發表《全國學生勇敢自我解放，爭取自主權利當仁不讓！》一文，引批巴西批判教育學家教育家保羅．弗雷勒（Paulo Freire）於《受壓迫者教育學》一書之內涵，呼籲學生並不能期許行政管理者片面的施捨，更不能誤認校園的壓迫為必然！學生應捲動全校學生進行公民審議式的民主討論邁向「自我解放」，唯有透過對話，新的觀念才有望形成。
2010年9月3日
小組成員張復舜受邀參「世界電視台：2100 從心看世界」談論大學學權議題。
2010年9月18日
與中山大學社會所一同組隊參與「2010高雄同志遊行」
2010年 9月26日
舉辦「學權行動沙龍系列（一）：追尋我們心中的大學」活動。地點於國立臺北教育大學。
2010年 9月29日
小組成員蔡雅如針對高雄女中襪禁事件，發表《頭髮與襪子—最真實的學生議題》一文。
2010年10月31日
與台大社會系系學會合辦「學權行動沙龍系列（二）：學生校內勞動權益論壇」
2010年11月20日
學權小組成員於台中「默契咖啡（match）」進行北中南大聚會。會中決議定期發行電子報、並於寒假舉辦學權營隊。
2010年10月6日
小組成員陳宗延參與台灣大學大陸社社課，分享「學權評鑑的經驗與對於大學學權的想像與期望」。
2010年12月19日
成員張道琪、施彥廷參與台大學生會舉辦之「高教論壇」，與談學權經驗 
2011年1月25日
成員陳廷豪應邀參與「世界電視台：2100從心看世界節目」與談「大學生可以告學校 校園倫理不見了？」主題。
2011年1月27日～29日
於陽明山童子軍活動中心舉辦第一屆「學權行動培力營」，並編輯197頁之《學權行動培力營手冊》。
2011年2月10日
建立「我們都是邱智彥 （页面存档备份，存于）」聲援網站
2011年2月10日
推出第一支《無聲‧火》影片聲援邱智彥
http://www.youtube.com/watch?v=6VOD7D-uXJI （页面存档备份，存于）
剪輯《快閃聲援邱智彥》影片
http://www.youtube.com/watch?v=QGCLQSOLTbI （页面存档备份，存于）
2011年 2月15日
投入「戒嚴還你，社團還我！我挺邱智彥」聲援行動。地點於萬能科大校門口。
2011年 2月16日
與人本教育基金會舉辦「邱智彥訴願記者會」。舉辦「684號解釋不是解嚴令！校園仍是法外租界」學權論壇
成員林柏儀於苦勞網發表《學生權利究竟如何保障？三種學權概念的對話》一文，將學生權利概念分為「學生訴訟權利」、「學生實體權利」、「學生力量」三種理念型。並說明「學生力量」作為「透過一次次動員與教育過程，提升學生意識覺醒的程度，以及採取集體行動的能量。且意識上和對抗資本主義與父權文化等社會運動相連結」，是壓迫被根本解決與否的關鍵。
2011年2月18日
小組成員張道琪、陳廷豪、張復舜受邀至青平台主辦「Cafe Philo哲學星期五」網路電台節目，談論邱智彥事件與學權相關議題。
http://deepsound-twfuture.podomatic.com/entry/2011-02-20T20_15_10-08_00 （页面存档备份，存于）
http://deepsound-twfuture.podomatic.com/entry/2011-02-20T20_25_28-08_00 （页面存档备份，存于）
http://deepsound-twfuture.podomatic.com/entry/2011-02-20T20_32_51-08_00 （页面存档备份，存于）
2011年 2月23日
小組成員江昱欣於自由時報發表《台大李文忠，萬能邱智彥》一文。
2011年 3月25日
針對東華大學外宿大火燒出宿舍不足問題，發佈「不到三成的大學生能住宿舍」新聞稿，指出各大專院校提供的學校宿舍床位，從91學年至99學年，8年來多了10萬名大學生，卻增加不到2萬床位。等同有8萬名學生在根本沒有宿舍床位的情況下入學。要求教育部、各大專院校興建平價宿舍。
此稿經媒體刊載後，「教育部高教司副司長楊玉惠回應…因為台北市不少大學缺地，沒有辦法蓋宿舍，外縣市大學可能缺的是錢，而政府沒有錢給大學蓋宿舍…目前只能補助私校貸款蓋宿舍的利息，國立大學則要自己出錢蓋宿舍，因不少國立大學反應希望比照私校，讓貸款蓋宿舍的利息也能獲補助，教育部研擬中。」
2011年 5月 1日
與學生團體共組青年大隊參加五一遊行
2011年5月3日
應中央大學公民小組之邀，學權小組成員范軒昂、萬能科大邱智彥、中央酷兒社小兔座談【公民系列論壇。有話踹共#1—大擂台】
2011年 5月28日
邀請成大零貳社、中山大學等南部學生加入訪員行列，在高雄豆皮咖啡舉行「訪員說明會」，並編輯《「學權在哪裡」2011學權評鑑工作手冊》。
2011年 6月26日
在國立臺北教育大學舉辦北區訪員說明會。
2011年 7月15日
在「台中月亮與貓」舉辦針對2011評鑑的南北大會。會中程洋提出「學權燈號」的構想。
2011年 7月28日
學權小組臉書粉絲團 （页面存档备份，存于）成立
2011年 7月30日
發佈《七成大學出版刊物要送審！大學的字典裡沒有言論自由！》新聞稿。指出「戒嚴時代的幽靈仍然盤旋在今日的大學院校上空！」，7成的大學存在「審稿制度」、4成5的大學明文禁止學生自由舉辦活動，並點名高雄大學、義守大學、大同大學的不合理校規，呼籲大學生不啻成為台灣社會的「次等公民」！
2011年 8月2日
上午臺北中華電信工會召開記者會，公布首次納入技職體系2011學權調查評鑑結果，交通大學奪冠，高雄餐旅學院敬陪末座。輔大社會系戴伯芬老師、人本教育基金會馮喬蘭到場支持。
下午舉辦「校園行動經驗分享－反抗家父長制的威權壓迫」及「教育私有化－新自由主義下的高等教育」兩場論壇。林柏儀在論壇中開啟了「自由派∕革命左派」的辯論。
2011年 8月3日
林飛帆等一行成員至教育部陳情。要求教育部立即處理各校違法違憲校規、將學權指標列入大學評鑑、立即全面檢討當前高等教育逐漸走向私有化之政策。全國教師會教學研究部主任詹政道亦到場發表談話，聲援支持。
2011年 8月5日
應苦勞網邀約，學權小組派代表陳廷豪參與「苦勞TALK SHOW大學生權利有了沒？」的錄影。主持人為孫窮理，與談人還有九五聯盟的曾翔。
http://www.youtube.com/watch?v=4rihqftk4TA&feature=player_embedded
2011年 8月8日
應新頭殼邀約，學權小組派代表黃怡安和陳廷豪參與「開放編輯室 學權小組談學生權利」的錄影。
http://ja.justin.tv/amsmis/b/292088198?utm_campaign=archive_embed_click&utm_so\urce=www-cdn.justin.tv%5B%5D
2011年 9月21日
應台少盟的邀約，與台少盟、崔媽媽基金會開聯合記者會。訴求一、要求跨部會處理學生住宿權益；訴求二、全面落實住安全評核機制；訴求三、優先規劃弱勢生社會住宅政策。
2011年10月29日
組隊參與2011「彩虹征戰，歧視滾蛋!」同志大遊行。訴求「落實性平教育法 違法學校要開罰」、「反對校園去性化 學生不是無性人」
2011年11月17日
成員董泓志發表「大學生宿舍 戒嚴從未消失」一文
2011年11月18日
張道琪應中華大學行政管理系曾建元老師之邀，到校分享學權小組之理念及成果。
2011年11月24日
莊程洋應高雄醫學大學學生會之邀，到校與談「大學學生權利調查評鑑小組座談會」，並發表〈今天讓我們來談「學生權利」〉一文。
http://issuu.com/exic/docs/____________for______/2 （页面存档备份，存于）
2012年5月24日
江昱欣、張復舜應淡江大學學生會之邀，到校與談「學生處境與學生權利」。
2012年10月17日
成員林柏儀、范軒昂應亞洲大學不學無術丈量室，講題【這些年，我們讀的亞洲大學】，談高學費問題與學生權利。
2012年12月1日
11月29日大批學生自組反媒體壟斷抗議行動，30日傳出教育部發文通知各校「清查參與學生名單」的消息，稍後教育部出面澄清，表明僅僅發文各校「關心」抗議學生。學權小組認為，教育部發的關切函，基本上只是行政官僚的自我保護和卸責，認為教育部應做出有效的決策，真正積極關心在校園內部受到違憲校規欺壓的學生。於是和烏鴉邦校園民主促進會合辦「部長要關心的是學生們被關的心──「學生團體關心部長，請部長關心違憲校規」記者會
2012年12月3日
成員范軒昂應中原大學灼言社人權週活動之邀，於小時代二手書店與談「學生權利與校園民主」
2012年12月7日
成員前往教育部陳情抗議，高喊「部長發文關心，學生步步驚心、解嚴20年，校園沒人權」。蔣偉寧出面表示，教育部已發文各校，要求應就違憲校規儘速修訂。學生隨後轉往監察院舉報教育部失職。 
2012年12月10日
成員范軒昂與黃佳玉於苦勞網撰文《彭偉愷的雙軌之旅》，內容是採訪進入勞委會「雙軌訓練旗艦計畫」的學生彭偉愷，描寫他身為技術生的複雜心境，以及和朋友討論有關技術生權益卻被資方關切的過程。他清楚描繪出雙軌計畫實際上是一個「如何讓學生提供廠商廉價勞動力來換取文憑的制度」。 全文見：http://www.coolloud.org.tw/node/71890 （页面存档备份，存于）
2012年2月11-12日
舉辦「那些年，我們一起在校園反抗──2012學權訪調工作坊」，地點於台師大。https://studentrightsteam-58b76d.kktix.cc/events/2012-stu-workshop （页面存档备份，存于） 營隊後學權小組核心成員發起多個訪調小組，其中成員范軒昂成立「教育生命史小組」，即為教育培力團體青聲誌 （页面存档备份，存于）的前身。
2013年2月1~3日 辦理半公開營隊「2013歡樂學權冬令營」
2013年12月6日
成員受邀至銘傳大學台北校區談論學權議題
2013年8月29~31日
舉辦「學權齊打交」暑假營隊

## 外部連結
學權小組官方部落格 http://studentrights-team.blogspot.tw/ （页面存档备份，存于） 

學權小組臉書粉絲頁 https://www.facebook.com/sturights （页面存档备份，存于） 

〔研討會文章〕那一年,我們一起搞學校-高師大學生代表大會之行動紀實與反思 ◎施佩吟、董泓志 

https://docs.google.com/file/d/0B0SK5xoHZjTCWlQ3b1BSSzZMcE0 

〔研討會文章〕危機中的「學生權利」:學權小組的成立、發展與反思 ◎張復舜、張道琪 

https://docs.google.com/file/d/0B0SK5xoHZjTCRE9uS3F3S0NEeXc 

教育部全球資訊網 https://web.archive.org/web/20050620233740/http://www.edu.tw/

教育局統計室 http://www.edu.tw/Default.aspx?WID=31d75a44-efff-4c44-a075-15a9eb7aecdf（页面存档备份，存于） 

【社會服務】(人本培力 / 法律論述) 

台灣少年權益與福利促進聯盟 - http://www.youthrights.org.tw/ （页面存档备份，存于） 

台灣青少年教育協進會 - https://www.facebook.com/teenagercenter 

人本教育基進會 -http://hef.yam.org.tw/ 

【權益團體】(政策倡議 / 個案救濟 / 教師工會) 

建教生權益促進聯盟 - http://tarwce.pixnet.net/blog （页面存档备份，存于） 

全教總 - http://www.nftu.org.tw/ （页面存档备份，存于） 

全教產 - http://www.nshstu.org.tw/ （页面存档备份，存于） 

高教工會 - http://www.theunion.org.tw/ （页面存档备份，存于） 

【學生團體】(校園民主 / 學生自治 / 學生權利) 

校園民主行動本部 - https://www.facebook.com/empowerschoolaction （页面存档备份，存于） 

烏鴉邦中學校園民主促進會 - http://crowtopia.blogspot.tw/ （页面存档备份，存于） 

反畸形12年國教學生聯盟 - https://www.facebook.com/anti.twelve （页面存档备份，存于） 

【教育論述】(政策批判 / 結構分析 / 教學觀察) 

沒大沒小教育學 - https://sm1215blog.wordpress.com/ （页面存档备份，存于） 

王立第二戰研所 - http://blog.yam.com/user/eoiss.html （页面存档备份，存于） 

私人筆記簿 - http://blog.yam.com/marchy （页面存档备份，存于） 

【新聞媒體】(教育報導 / 時事輿論) 

台灣立報 - https://www.facebook.com/TaiwanLihpaoDaily 

技職教育3.0 - http://www.tvet3.info/ （页面存档备份，存于） 

【教育工作室】 

光合人文教育工作室 - https://web.archive.org/web/20150316100316/http://blog.roodo.com/edu_genelu 

千樹成林 - http://thousand-trees.blogspot.tw/ （页面存档备份，存于） 

青聲誌 - http://youthactivist2012.blogspot.tw/ （页面存档备份，存于） 

【體制外學校】

全人中學 - https://web.archive.org/web/20110303174646/http://holistic.so-buy.com/front/bin/home.phtml 

森林小學 - https://web.archive.org/web/20150801191717/http://forestchild.tw/ 

清水小校 - http://www.qsteens-edu.com/index.php （页面存档备份，存于） 

種子實小 - https://web.archive.org/web/20150215032836/http://www.seedling.tw/ 

人文國小 - http://blog.ilc.edu.tw/blog/blog/27589 （页面存档备份，存于） 

華德福 - http://www.waldorf.tw/ （页面存档备份，存于） 

蒙特梭利 - http://www.montessori.org.tw/ （页面存档备份，存于） 

【自學空間】

臺灣自學法律網 - http://law.chen-wernik.net/community （页面存档备份，存于） (已統整各地自學團體)